# Matterhorn Bobsleds
De Matterhorn Bobsleds is een stalen tweelingachtbaan in het Amerikaanse attractiepark Disneyland Park en staat in het themagebied Fantasyland.

## Geschiedenis
Na de opening van de Disneyland Skyway in Disneyland Park in 1956 ontstond het idee om op de door overgebleven zand gevormde heuvel een attractie te openen in een sneeuwlandschap. Tijdens een vakantie van Walt Disney in Zwitserland (gedurende het filmen van Third Man on the Mountain) ontstond het idee bij Walt Disney om de attractie de vorm te geven van de Matterhorn en een bobslee-achtbaan.
Op 14 juni 1959 opende de Matterhorn Bobsleds als een van de drie grote toevoegingen in Tomorrowland. De door Arrow Dynamics gebouwde baan was de eerste achtbaan met een rails bestaande uit stalen buizen. De structuur van de berg waar de twee banen door lopen was aan de binnenkant nauwelijks afgewerkt met diverse gaten in de zijkant waardoor de achtbaan naar buiten en weer naar binnen reed. De Disneyland Skyway ging ook door de berg heen tot de sluiting in 1994. Aan de buitenkant lopen diverse watervallen naar beneden die de passagiers natspetteren op diverse plekken.
Door het gebruik van de geforceerd perspectief met behulp van verkleinde bomen lijkt de berg van buiten hoger dan dat werkelijk het geval is. In 1978 werd de binnenkant van de berg drastisch aangepast door Walt Disney Imagineering. De open holle structuur werd aangepast waarna de achtbaantreinen door tunnels en grotten reden. Ook werden animatronics van de verschrikkelijke sneeuwman geïnstalleerd. In 2012 werd de berg opnieuw geschilderd in een donkerdere kleur dan voorheen, ook werd er gebruikgemaakt van glas om de sneeuw realistischer over te laten komen.
Sinds de opening van de Matterhorn Bobsleds zijn er twee mensen overleden bij ongevallen. In mei 1964 kwam de vijftienjarige Mark Maples om toen hij zijn veiligheidsgordel losmaakte en probeerde op te staan, op het moment dat de achtbaantrein bijna bovenaan de optakeling was. Hij viel uit de trein en overleed door een schedelbasisfractuur toen hij met zijn schedel neerkwam op de onderliggende baan. Het tweede dodelijk ongeval vond plaats op 3 januari 1984 toen de 48-jarige Dolly Regene Young uit de bobslee was gevallen en vervolgens werd overreden door de volgende trein.

## De rit
De Matterhorn Bobsleds bestaat uit twee banen met ieder 1 optakeling. De ene baan is de Fantasyland track en de andere heet Tomorrowland track. De namen verwijzen naar de themagebieden waar de wachtrijen beginnen. Na het bereiken van de top van de baan, het einde van de optakeling, rijden de achtbaantreinen door meerdere tunnels en grotten binnen de berg, waarna ze buiten de berg weer dalen. Aan het einde van de rit bevindt zich bij iedere baan een waterbassin dat als rem dient en tegelijkertijd de remvinnen onderaan de treinen koelt.

### Technisch
De treinen halen een topsnelheid van 44 km/u en bereiken een hoogte van 30,5 meter. De banen zijn niet allebei even lang: 620 meter tegenover 650 meter. Ook de ritduur verschilt: 2:07 minuten tegenover 2:26 minuten. Onder in de berg bevindt zich het aansturingssysteem. Ook heeft het personeel de mogelijkheid om te basketballen en zijn op houten panelen de handtekeningen verzamelt van al het personeel dat meegewerkt heeft aan de realisatie van de achtbaan.

## Afbeeldingen

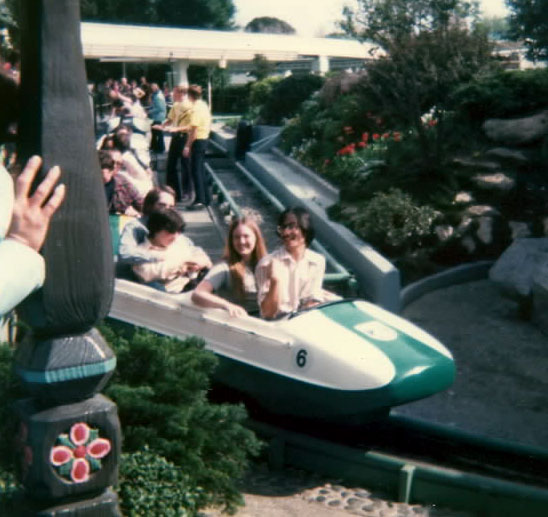
1977
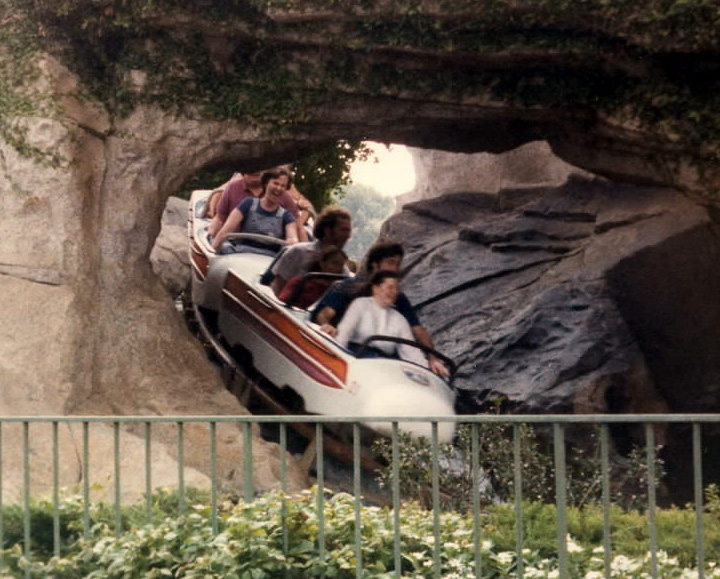
1983
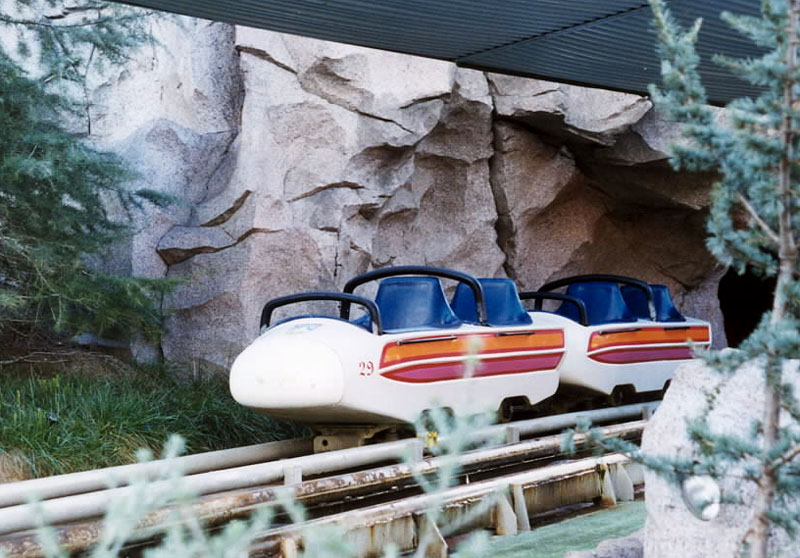
2000
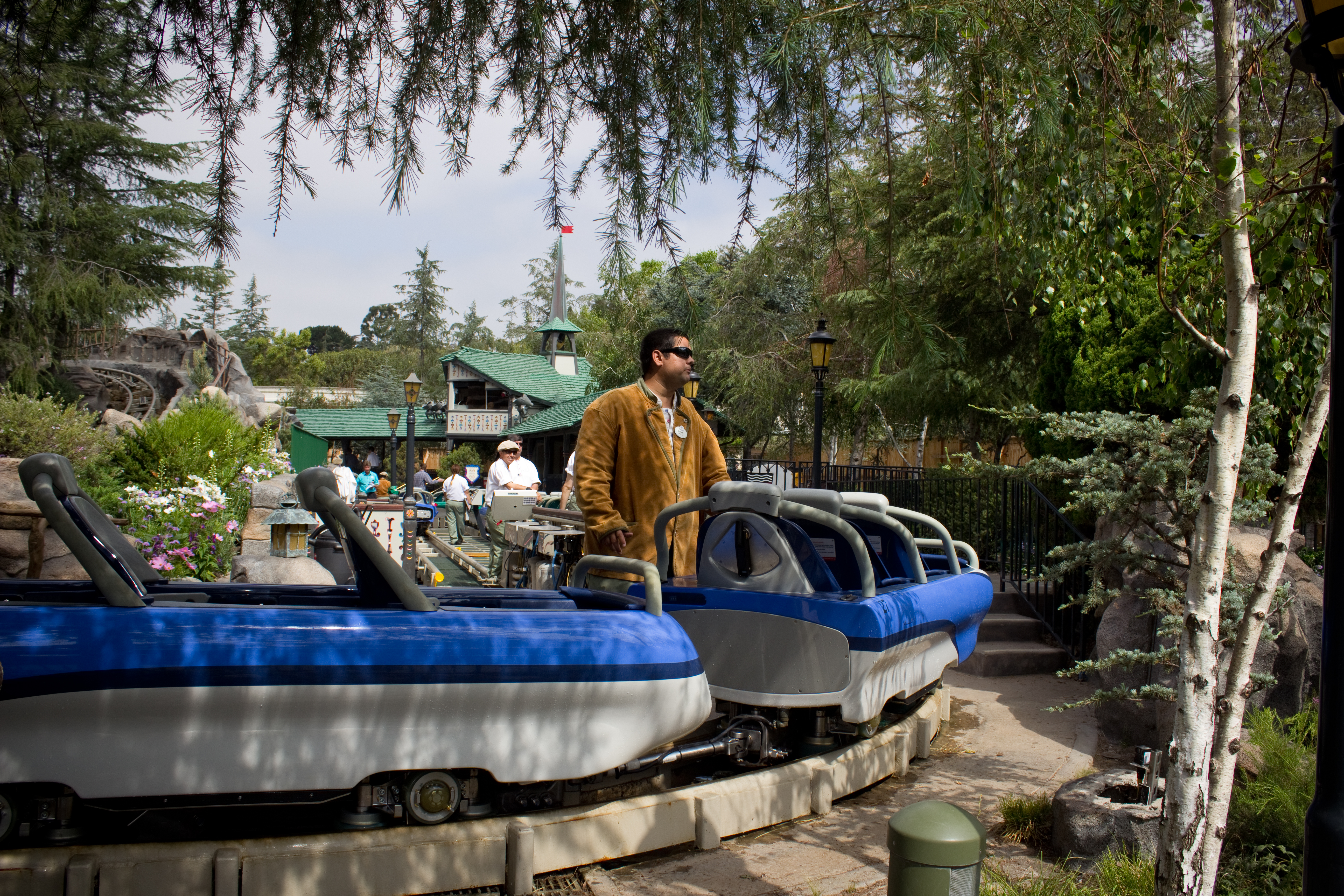
2012
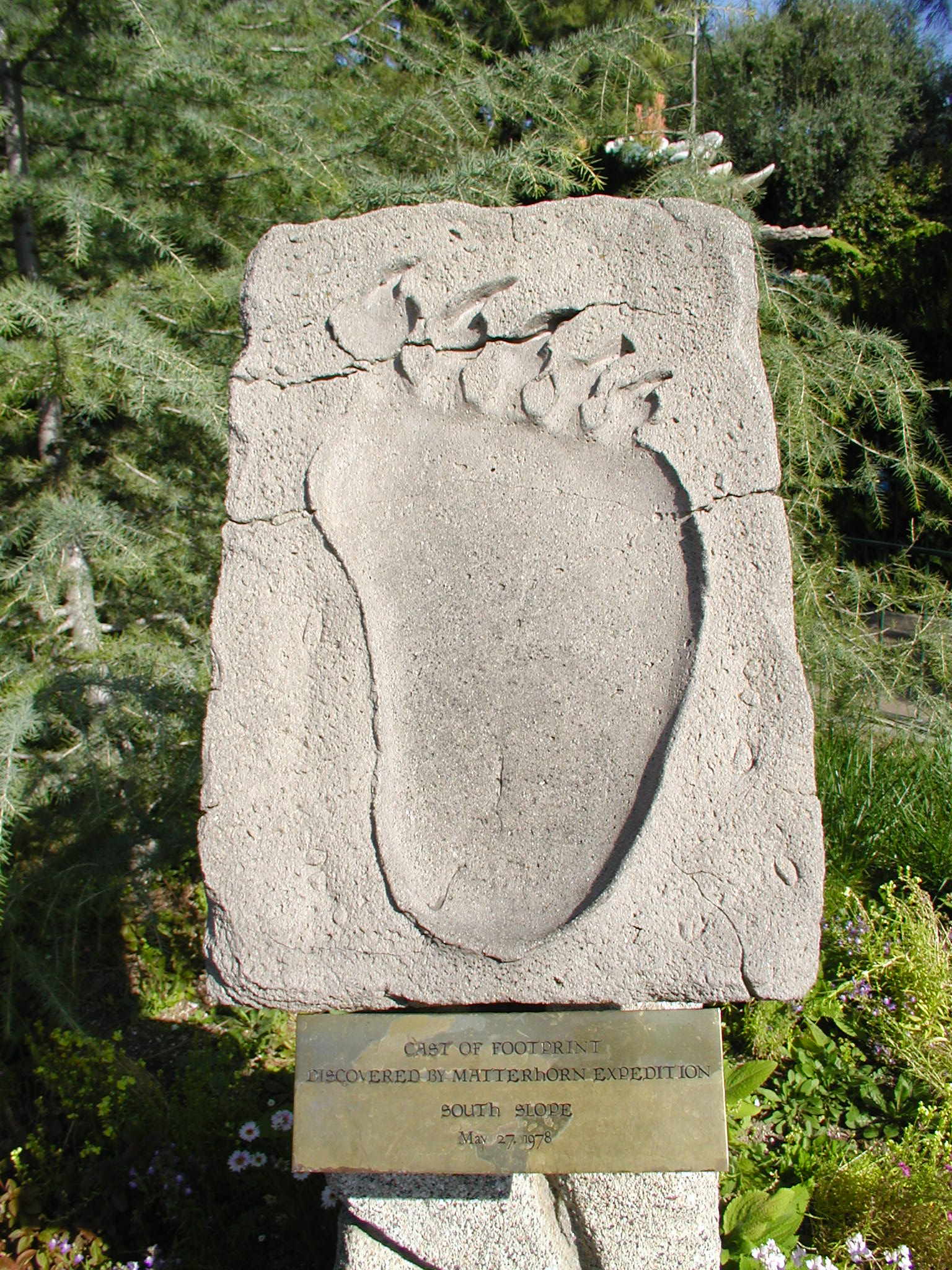
De voetafdruk van de verschrikkelijke sneeuwman nabij de ingang van de attractie
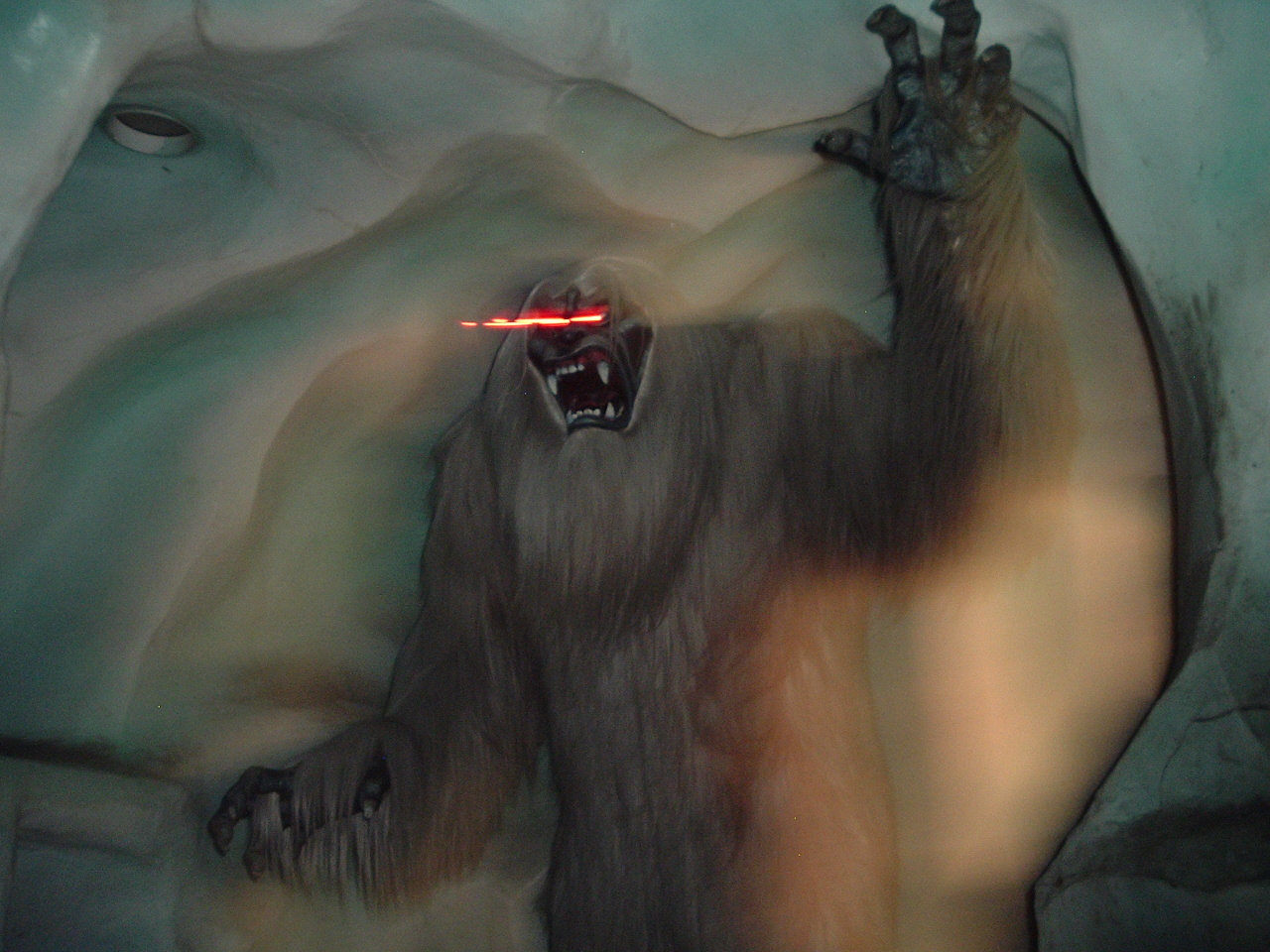
Animatronic van de verschrikkelijke sneeuwman
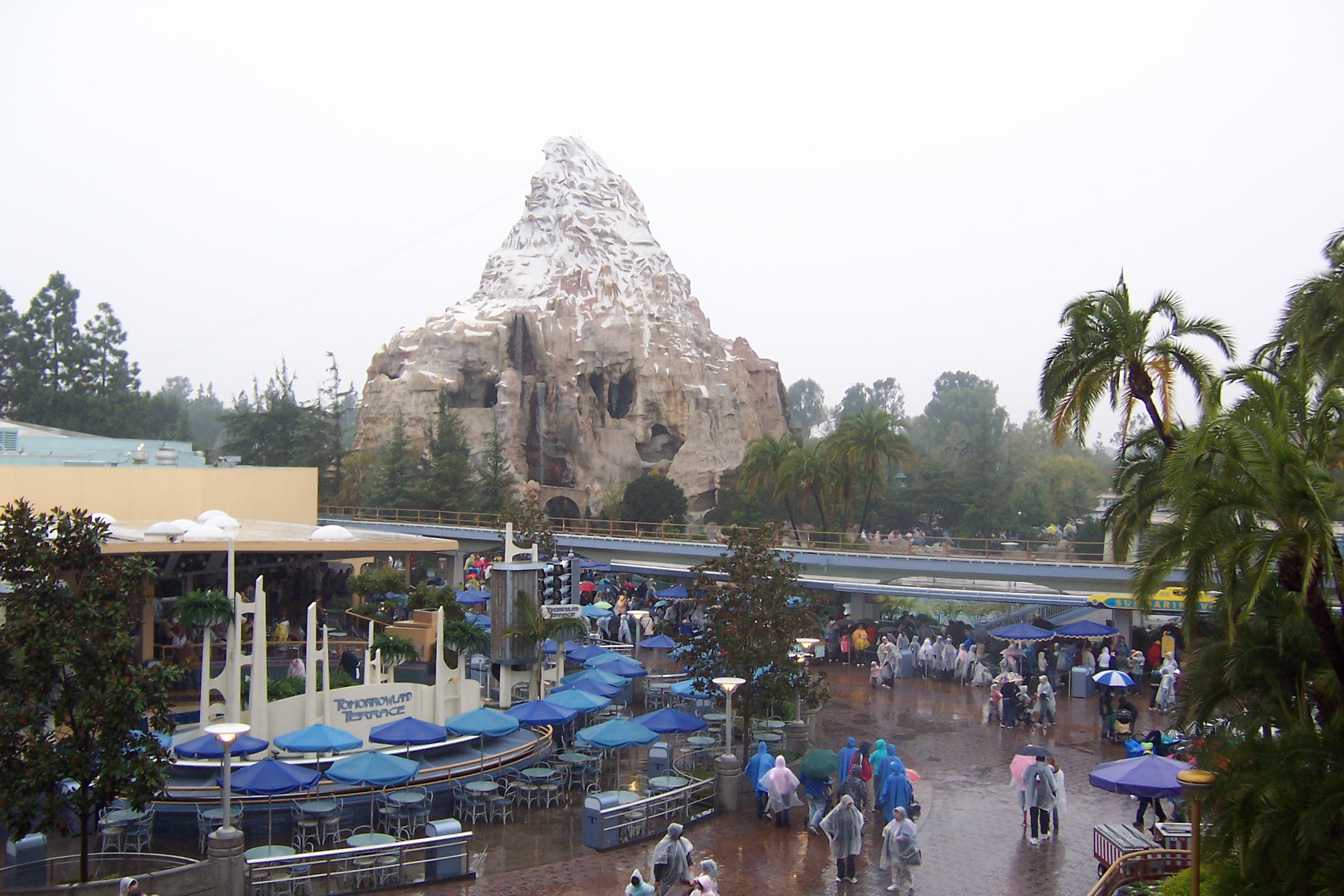
De Matterhorn Bobsleds gezien vanuit Tomorrowland
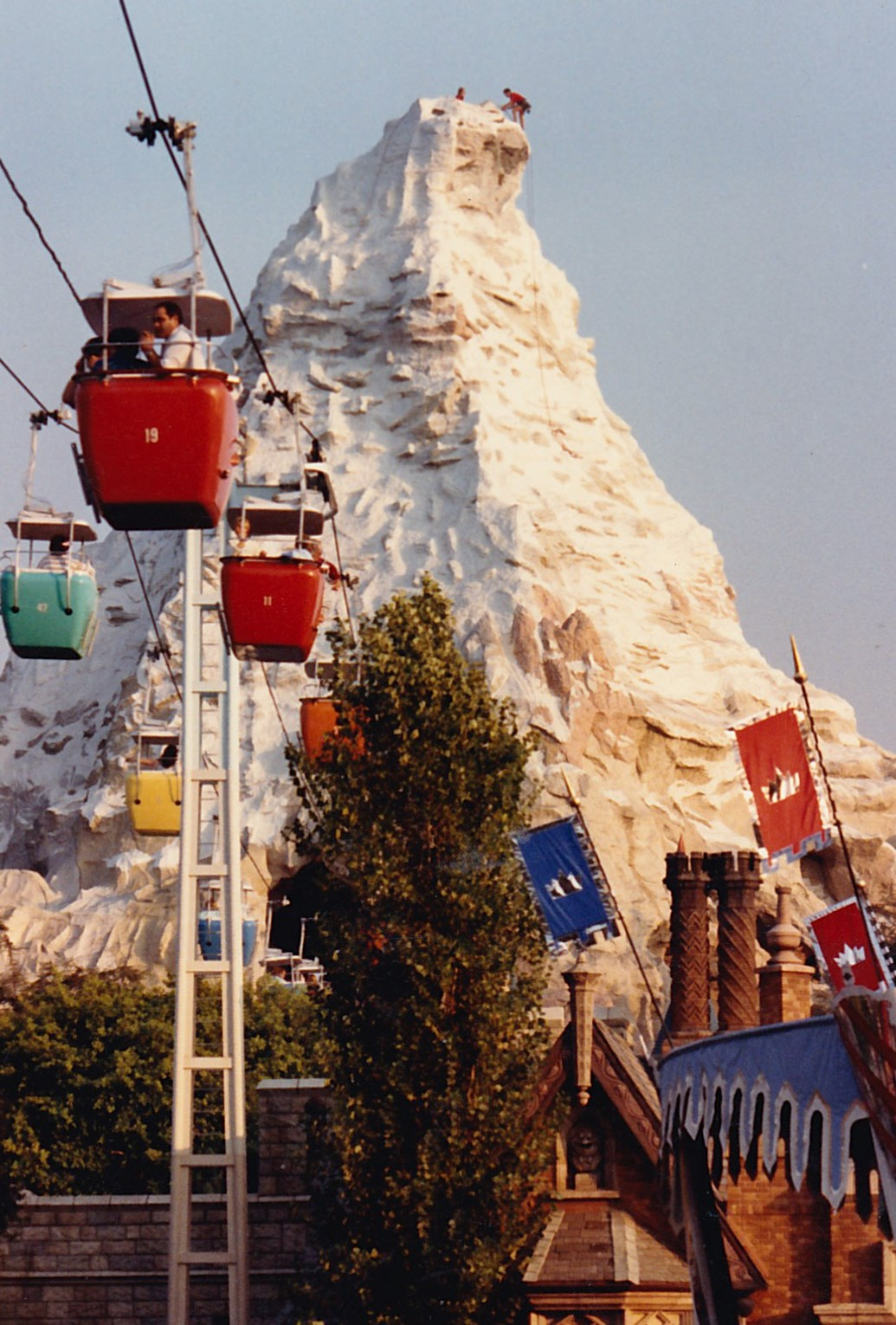
In de beginjaren zweefden er gondels door de nagemaakte Matterhorn.
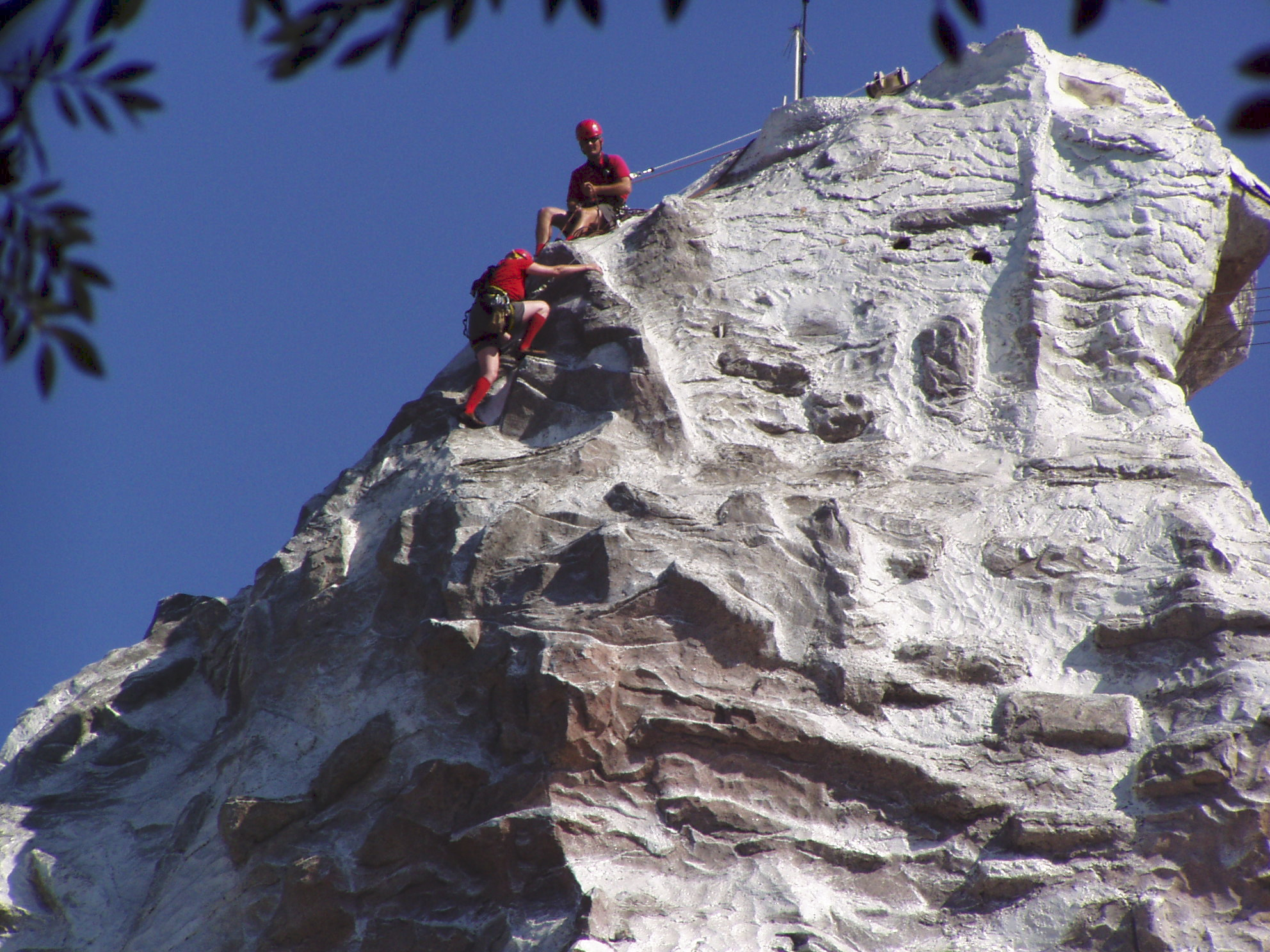
Bergbeklimmers

Disneyland Resort · Lijst van attracties in Disneyland Park · Sleeping Beauty Castle · afbeeldingen